# Tales from the Crapper
Tales from the Crapper è un film del 2004, co-diretto da Gabriel Friedman, Chad Ferrin, David Paiko, Brian Spitz e Lloyd Kaufman, prodotto dalla Troma.
È il primo film girato interamente in digitale dalla Troma, seguendo la dottrina Dogpile 95, ed è una parodia della serie a fumetti degli anni cinquanta Tales from the Crypt.

## Trama
Lloyd Kaufman interpreta il diabolico Crap Keeper, e introduce due episodi, intitolati The Case of the Melon Heavy Alien Man-Eater e Tuition of the Terror Twat che mostrano vampire lesbiche dai seni enormi, mostri deformi, maniaci, UFO, calcando la mano sull'erotismo e lo splatter.
In The Case of the Melon Heavy Alien Man-Eater un alieno si impossessa dei corpi dei clienti e delle ragazze di un locale di spogliarelli. In Tuition of the Terror Twat tre ragazzi noleggiano tre spogliarelliste che in realtà sono delle vampire lesbiche che attuano una strage a un party.

## Produzione

### Regia
In origine ci dovevano essere due film diversi, entrambi diretti dalla Playmate India Allen e interpretati dalla pornostar Julie Strain. In seguito ci fu un disaccordo tra Lloyd Kaufman e India Allen, che si fecero entrambi causa. Il progetto fu quindi rivoluzionato e Kaufman optò per un film diviso in due episodi, girando scene aggiuntive e inserendo quelle già girate dalla Allen.

### Cast
Il cast del film è composto da attori e attrici facenti parte del mondo della Troma, come il pornostar Ron Jeremy, Debbie Rochon, Trent Haaga e Joe Fleishaker. Appaiono inoltre anche i registi Trey Parker, Wes Craven, James Gunn e Eli Roth.

## Collegamenti ad altre pellicole
- In una sequenza, un personaggio guarda in televisione The First Turn-On!, co-diretto da Kaufman e Michael Herz nel 1984, e When Nature Calls, diretto da Charles Kaufman nel 1985.
- Il "Penis Monster" che appare in un episodio è lo stesso presente in una sequenza di Tromeo and Juliet, co-diretto da Lloyd Kaufman e James Gunn nel 1996.
- Crap Keeper definisce What Women Want - Quello che le donne vogliono, diretto da Nancy Meyers nel 2000, "il peggior film del mondo".
- In alcune sequenze sono visibili i poster di Terror Firmer, The Toxic Avenger e Fortess of Amerikkka.
- In una sequenza Crap Keeper è accompagnato dal Vendicatore tossico, protagonista di The Toxic Avenger, e dal sergente Kabuliman, protagonista di Sgt. Kabukiman N.Y.P.D..